# مسند الامام امیرالمؤمنین علی بن ابی‌طالب
مسند الامام امیرالمؤمنین علی بن ابی‌طالب علیه السلام کتابی از عزیزالله عطاردی است که در سال ۱۳۸۶ منتشر و در مراسم کتاب سال جمهوری اسلامی ایران به‌عنوان کتاب برگزیده معرفی شد.